# Italien i olympiska sommarspelen 1960
Italien deltog med 280 deltagare vid de olympiska sommarspelen 1960 i Rom. Totalt vann de tretton guldmedaljer, tio silvermedaljer och tretton bronsmedaljer.

## Medaljer

### Guld
- Francesco Musso - Boxning, fjädervikt
- Giovanni Benvenuti - Boxning, weltervikt
- Franco De Piccoli - Boxning, tungvikt
- Livio Trapè, Antonio Bailetti, Ottavio Cogliati och Giacomo Fornoni - Cykling, lagtempolopp
- Marino Vigna, Luigi Arienti, Franco Testa och Mario Vallotto - Cykling, lagförföljelse
- Sante Gaiardoni - Cykling, sprint
- Giuseppe Beghetto och Sergio Bianchetto - Cykling, tandem
- Sante Gaiardoni - Cykling, tempolopp
- Livio Berruti - Friidrott, 200 meter
- Giuseppe Delfino - Fäktning, värja
- Giuseppe Delfino, Alberto Pellegrino, Carlo Pavesi, Edoardo Mangiarotti, Fiorenzo Marini och Gianluigi Saccaro - Fäktning, värja
- Raimondo d’Inzeo - Ridsport, hoppning
- Amedeo Ambron, Danio Bardi, Giuseppe D'Altrui, Salvatore Gionta, Giancarlo Guerrini, Franco Lavoratori, Gianni Lonzi, Luigi Mannelli, Rosario Parmeggiani, Eraldo Pizzo, Dante Rossi och Brunello Spinelli - Vattenpolo

### Silver
- Primo Zamparini - Boxning, bantamvikt
- Sandro Lopopolo - Boxning, lättvikt
- Carmelo Bossi - Boxning, lätt mellanvikt
- Livio Trapè - Cykling, linjelopp
- Alberto Pellegrino, Luigi Carpaneda, Mario Curletto, Aldo Aureggi och Edoardo Mangiarotti - Fäktning, florett
- Giovanni Carminucci - Gymnastik, barr
- Aldo Dezi och Francesco La Macchia - Kanotsport, C-2 1000 meter
- Piero d’Inzeo - Ridsport, hoppning
- Tullio Baraglia, Renato Bosatta, Giancarlo Crosta och Giuseppe Galante - Rodd, fyra utan styrman
- Galliano Rossini - Skytte, trap

### Brons
- Giulio Saraudi - Boxning, lätt tungvikt
- Valentino Gasparella - Cykling, sprint
- Abdon Pamich - Friidrott, 50 kilometer gång
- Giuseppina Leone - Friidrott, 100 meter
- Wladimiro Calarese - Fäktning, sabel
- Wladimiro Calarese, Giampaolo Calanchini, Pierluigi Chicca, Roberto Ferrari och Mario Ravagnan - Fäktning, sabel
- Bruna Colombetti, Velleda Cesari, Claudia Pasini, Irene Camber och Antonella Ragno-Lonzi - Fäktning, sabel
- Giovanni Carminucci, Pasquale Carminucci, Gianfranco Marzolla, Franco Menichelli, Orlando Polmonari och Angelo Vicardi - Gymnastik, mångkamp
- Franco Menichelli - Gymnastik, fristående
- Raimondo d’Inzeo och Piero d’Inzeo - Ridsport, hoppning
- Fulvio Balatti, Romano Sgheiz, Franco Trincavelli, Giovanni Zucchi och Ivo Stefanoni - Rodd, fyra med styrman
- Antonio Cosentino, Antonio Ciciliano och Giulio De Stefano - Segling, drake
- Sebastiano Mannironi - Tyngdlyftning, 60 kg